# Penaeus monodon
Penaeus monodon är en kräftdjursart som beskrevs av Fabricius 1798. Penaeus monodon ingår i släktet Penaeus och familjen Penaeidae. Inga underarter finns listade i Catalogue of Life.

## Bildgalleri

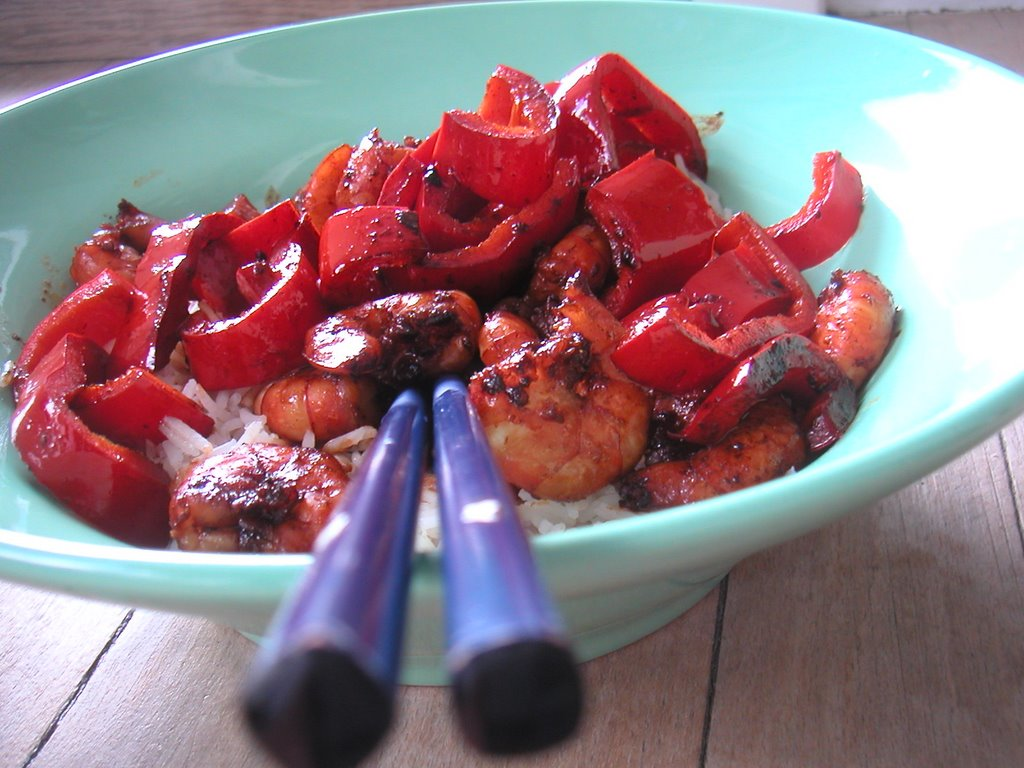
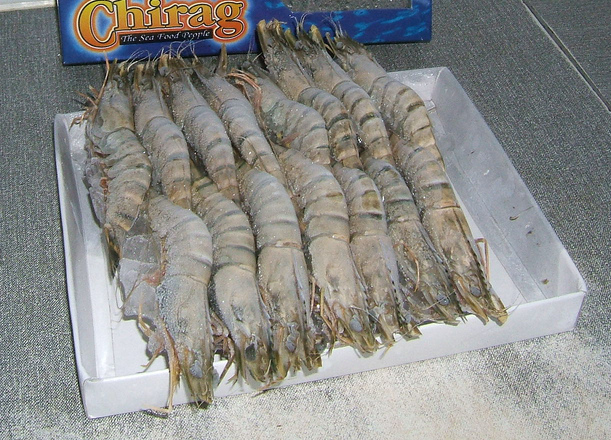
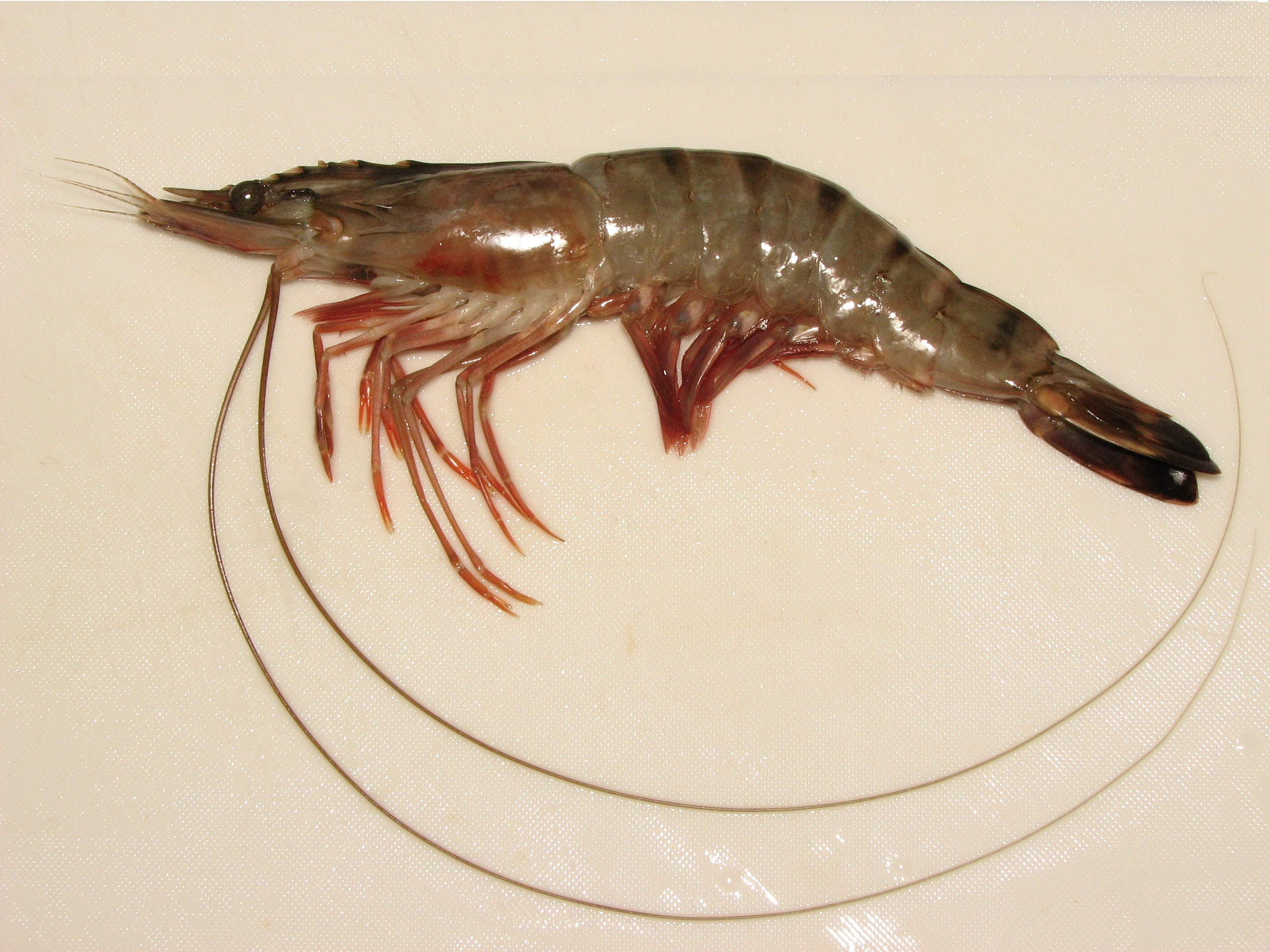